# Masters at Work
Masters at Work is een Amerikaans houseduo, bestaand uit 'Little Louie' Vega en Kenny 'Dope' Gonzalez. Het duo was vooral in de jaren negentig erg productief en maakte tientallen houseplaten die vele invloeden hebben, onder andere uit de latin-hoek. Het duo vult elkaar aan, waar Louie het moet hebben van zijn talent voor het creëren van melodieën, moet Kenny het hebben van zijn gevoel voor het programmeren van beats.

## Ontmoeting
Louie Vega (1965) en Kenny Gonzalez (1970), beide van Puerto Ricaanse afkomst, begonnen hun muzikale loopbaan onafhankelijk van elkaar in de opkomende housescene van New York. De twee werden in 1990 door Todd Terry aan elkaar voorgesteld. Ze spraken af om samen een remix te maken. Daar kwam het echter nooit van omdat er opdrachten kwamen waar beide meer prioriteit aan gaven.

Hun eerste project was een studioalbum van Marc Anthony. Daarvoor werkten ze samen met andere latin-georiënteerde artiesten zoals percussionisten Tito Puente en Eddie Palmieri en de zangeres India. De single Ride on the rhythm werd in eigen land een behoorlijke dancehit. In 1991 werd ook een sample die ze gebruikt hadden van rapper Junior Reid in het nummer Blood Vibes weer gebruikt in de hit Intoxication van de Britse groep React 2 Rhythm. Vega maakt ook met Tony Moran het nummer On The Edge.
De eerste eigen productie was het The ha dance. Eind 1991 maakten ze indruk met hun ode aan de kort daarvoor overleden jazz-legende Miles Davis. Dit werd The mute horn. Niet lang daarna produceerden ze ook de remix van discohousehit Comin' on strong van Dessiya. Ook doet een remix van Photograph Of Mary (1992) van Trey Lorenz. De producties en remixen volgden elkaar snel op en de naam van het duo werd al snel gezien als kwaliteitsmerk door dancetijdschriften en dj's. Ook solo bleven de twee veel werk doen.

## Doorbraak
In 1993 verscheen het eerste album. Het titelloze debuutalbum bleef vooral steken in de marge. Niet lang daarna was het echter raak met een nieuwe reeks singles. Het eenvoudige Deep inside van Harddrive werd door vele dj's opgepikt. Met de zangeres Barbara Tucker werden in 1994 ook de hits Beautiful people en I get lifted opgenomen. Ook een hit was Love & Happiness, dat werd opgenomen met India, intussen getrouwd met Louie Vega. Door deze producties werden de Masters at work ineens grote namen in de internationale housewereld. Dat maakte ze ook als remixers populair. Artiesten als Michael Jackson, Björk, Jamiroquai en Madonna schakelden het duo in.
De grootste hit volgde in 1995. Na een verveelde avond in de club flanste hij in een avond het nummer The Bomb in elkaar. Het nummer was een housebewerking van een oude plaat van Chicago. Het werd uitgebracht als Bucketheads. Het nummer werd al snel een doorslaand succes en groeide in korte tijd uit tot een van de toonzettende houseplaten van het jaar. Het succes werd voor Kenny echter een nachtmerrie. Hij had niet voorzien dat zijn plaat een hit zou worden. Daarom was er geen toestemming voor de sample aangevraagd. Het kwam hem op een boete van 30.000 dollar te staan. Wel verscheen er een heel Bucketheads-album. Eind 1995 zijn ze ook betrokken bij de hit Everybody Be Somebody van de groep Ruffneck featuring Yavahn.
De successen in het midden van de jaren negentig stelden het tweetal in staat om hun droom te verwezenlijken. Dat werd het Nuyorican soul-project. Onder die naam werden al de singles The nervous track (1993) en Mind fluid (1996) uitgebracht, waarop house werd vermengd met jazzinvloeden. Het album werd een concept dat verder ging. House is er wat meer naar de achtergrond verwezen en meer jazzinvloeden komen naar voren. Artiesten als Jazzy Jeff, Tito Puente, Roy Ayers, Eddie Palmieri, Jocelyn Brown, George Benson en India gaven hun bijdrage. Het verscheen op het Talkin' Loud-label. Het werd door media geprezen als een meesterlijk stukje werk. De single Runaway werd ook een hitje. Ook maakten ze in 1998 een track voor het debuutalbum van Byron Stingily en maakten ze de radioversie van Rainbows Of Colour van Grooverider.

## Latere jaren
In december 1999 is er veel ophef in de Nederlandse pers over het gage-bedrag dat de Rotterdamse nachtclub Nighttown het duo betaalde voor een optreden. Dit bedrag, volgens de berichten zo'n 80.000 gulden (ruim € 36.000) haalde de voorpagina van de Volkskrant. Het deerde het imago van de mannen weinig. Het nummer To be in love werd een hit. In 2000 vierden de twee hun tienjarig jubileum door twee verzamelboxen uit te brengen met het belangrijkste werk. Een box met de periode 1990-1995 en een box voor 1996-2000. De boxen dienden er ook voor om de liefhebber toegang te geven tot obscure tracks en remixes.
Er werden ook in deze periode vele remixen gemaakt. Zo werkten ze voor Janet Jackson, Aaliyah, Spice Girls en The Beatles. In 2002 werd weer een nieuw album uitgebracht. Op Our time is coming staat de track Work, die uitgroeide tot een grote hit en terugkerende klassieker in dansgelegenheden.

## Break en terugkeer
In 2005 besloten Louie en Kenny voor onbepaalde tijd een pauze in te lassen. Ze gingen niet definitief uit elkaar, maar werken sindsdien nog sporadisch samen, zoals in 2007 op een mixalbum. Solo blijven ze actief. In 2006 won Louie Vega een Grammy Award voor zijn remix van 'Superfly' van Curtis Mayfield. Daarna komen de twee zo nu en dan samen voor een dj-set.
In 2021 duiken de twee voor het eerst sinds vele jaren weer samen de studio in. Dat brengt de singles Mattel en We Did It For Years voort. Ook maken ze remixes voor onder andere Eric Kupper.

## Selecte discografie

### Albums
- Nuyorican Soul - Nuyorican Soul
- The Tenth Anniversary Collection, Pt. 1: 1990-1995
- The Tenth Anniversary Collection, Pt. 2: 1996-2000
- Soul Heaven presents Masters at Work In the house
- Our time is coming

### Singles
- The ha dance
- Dessiya - Comin on strong
- Our mute horn
- Harddrive EP
- Nuyorican Soul - The Nervous Track
- Barbara Tucker - Beautiful People
- River Ocean ft. India - Love & Happiness
- I can't get no sleep
- Bucketheads - The Bomb
- Nuyorican Soul - Runaway
- To Be In Love
- Work
- Work 2007
- We Did It For Years
- Mattel

### Remixen
- Violently happy - Björk
- Always There - Jocelyn Brown
- Emergency on planet earth - Jamiroquai
- Everybody Be Somebody - Ruffneck
- Go deep - Janet Jackson
- Finally - Kings of Tomorrow
- Back to life - Soul II Soul
- I feel love - Donna Summer